# Ommatius vitticrus
Ommatius vitticrus är en tvåvingeart som beskrevs av Jacques-Marie-Frangile Bigot 1876. Ommatius vitticrus ingår i släktet Ommatius och familjen rovflugor. Inga underarter finns listade i Catalogue of Life.